# Lieuwe Dirk Boonstra
Lieuwe Dirk Boonstra (Volksrust, 1905 - Ciutat del Cap, 1975) va ser un paleontòleg sud-africà especialitzat en els teràpsids.
Entre el 1927 i el 1972 va treballar pel Museu Sud-africà Iziko. A partir de fòssils de la zona d'associació Tapinocephalus del grup de Beaufort al Karoo, va descriure entre el 1934 i el 1964 diverses espècies de vertebrats, sobretot de teràpsids. Aquestes troballes daten dels períodes Permià i Triàsic. Entre d'altres, descrigué pareiasàurids, dinocèfals, gorgonops, terocèfals i cinodonts. Les seves publicacions van aparèixer notablement a Annals of the South African Museum, American Museum Novitates i Bulletin of the American Museum of Natural History. Va escriure una part de les publicacions juntament amb Robert Broom, un altre paleontòleg destacat. A principis dels anys 50, Boonstra va descriure igualment troballes de fòssils de rèptils del Territori de Tanganyika.
Per permetre al públic de conèixer la fauna extinta de Sud-àfrica, van crear al Museu Sud-africà Iziko els «Diorames Boonstra»: diversos diorames amb models d'espècies d'animals descrites per Boonstra.